# Mitologia ugrica
La mitologia ungherese include miti, leggende, racconti popolari e fantastici del popolo ungherese. Vasta parte di essi sono andati perduti per cui solo un limitato numero di testi possono essere classificati come miti, nonostante questo la mitologia ungherese è stata recuperata con un certo successo negli ultimi cento anni. Le fonti più importanti per questo lavoro di recupero sono state:
- Folclore. Molti personaggi mitologici sono rimasti nei racconti popolari, i rituali pagani sono stati trasformati in feste cristiane o comunque popolari.
- Cronache medievali e lavori similari concernenti l'Ungheria.
- Scritti sugli Ungari (o Magiari) prodotti da autori non ungheresi (principalmente prima dell'anno 850).
- L'archeologia ha contribuito a ricostruire la religione. Gli Ungheresi sono stati convertiti al Cristianesimo solo nell'XI secolo

## Organizzazione in sfere
Secondo gli antichi Ungari, il mondo è diviso in tre sfere: la prima è chiamata Mondo Superiore (Felső világ) ed ospita le divinità; il secondo è quello in cui vivono gli umani (Középső világ, Mondo di Mezzo) e l'ultimo è il Mondo Sotterraneo (Alsó világ). Nel centro del Mondo di Mezzo vi è un alto albero, chiamato Világfa ("Albero del Mondo") il cui fogliame è nel Mondo Superiore, mentre il Mondo di Mezzo è sul suo tronco e le radici corrispondono al Mondo Sotterraneo. In alcuni racconti l'albero produce anche frutti, ovvero mele d'oro.

### Mondo Superiore
Le divinità e le anime nobili vivono nel Mondo Superiore. Gli dei hanno pari dignità anche se la figura più importante tra essi è Isten (parola che in ungherese significa Dio), che controlla il mondo e modella il destino degli uomini, osserva il nostro mondo dal cielo e a volte avverte gli uomini attraverso la folgore (mennykő). Isten creò il mondo aiutato da Ördög ("il Diavolo"). Altre importanti divinità sono l'Istenanya (Dea madre), Hadúr (dio della guerra) e la Boldogasszony. 
I principali corpi celesti ovvero Sole e Luna sono anch'essi collocati nel Mondo Superiore. Il cielo è immaginato come una grande tenda sostenuta dall'Albero del Mondo, in cui le stelle sono i buchi sul tessuto.

#### Mondo di Mezzo
Il Mondo di Mezzo è condiviso da esseri umani e creature mitologiche, queste ultime spesso soprannaturali. Ci sono spiriti delle foreste e delle acque, che hanno l'ordine di spaventare gli umani ed hanno nomi differenti a seconda del luogo. Vi sono anche personaggi femminili come Sellő (sirena), che ha la parte superiore umana e la parte inferiore a forma di pesce. Una donna anziana controlla il vento e viene chiamata Szélanya (Madre del vento). Sárkány (drago) è una creatura spaventosa che solitamente fa da nemico agli eroi nei racconti. Il lidérc è una creatura misteriosa con più sembianze differenti, mentre i manók (elfi, al singolare manó) ed i törpék (gnomi, al singolare törpe) sono creature silvane che abitano negli alberi e sottoterra. Gli óriások (giganti, al singolare óriás) vivono nelle montagne conservando qualità sia positive che negative. Le creature più amate della mitologia ungherese sono però le tündérek (fate, al singolare tündér, che aiutano gli umani ed a volte possono esaudire tre desideri. Il loro opposto sono le streghe.

### Mondo Sotterraneo
Il Mondo Sotterraneo è il luogo dove finiscono le anime malvagie (ivi compresi i fantasmi e le anime di persone morte che furono malvagie in vita) e la casa di Ördög, creatore di tutti i tormenti del genere umano, come ad esempio gli animali fastidiosi: pulci, mosche, ecc.

### Religione
La religione ungherese antica era di tipo sciamanistico. Gli sciamani erano detti "táltosok". Si riteneva che la loro anima fosse in grado di viaggiare tra le tre sfere (révülés). I táltosok svolgevano anche la funzione di medici e, considerate le circostanze, la svolgevano con una certa efficacia. Erano selezionati dal fato: le lievi anomalie fisiche che mostravano alla nascita (denti già spuntati ecc.) erano ritenuti segni di appartenenza a un ordine divino. I due passaggi rituali che contrassegnavano l'ingresso nel ruolo di táltos erano: 
1. Arrampicarsi sulla "scala sciamanica", che simboleggiava l'Albero del Mondo;
2. "Far bere i fantasmi", ovvero bere il sangue di un animale sacrificato.

I táltosok avevano la capacità di mettersi in contatto con i fantasmi ricorrendo a rituali specifici e alla preghiera. Interpretavano i sogni, mediavano tra esseri umani e spiriti, fungevano da guaritori, rimuovevano maledizioni, sapevano come ritrovare e riportare indietro le anime perdute. Dirigevano i sacrifici animali, decifravano il motivo della rabbia di un antenato defunto.
Dopo la morte, l'anima umana lascia il corpo, che è stato sepolto dalla famiglia del defunto sulla riva remota di un fiume, in posizione rivolta a est. Se l'anima, in vita, è stata buona, può ora raggiungere l'Altro Mondo (Túlvilág), dove l'attende la pace eterna. Se è stata malvagia, dovrà soffrire nel Mondo Sotterraneo (Alsó Világ o Alvilág), dove vive l'essere demoniaco Ördög in compagnia di molti fantasmi.